# Thomasia sarotes
Thomasia sarotes är en malvaväxtart som beskrevs av Porphir Kiril Nicolai Stepanowitsch Turczaninow. Thomasia sarotes ingår i släktet Thomasia och familjen malvaväxter. Inga underarter finns listade i Catalogue of Life.